# Gian Carlo Caselli
Gian Carlo Caselli (Alessandria, 9 maggio 1939) è un ex magistrato e saggista italiano.

## Biografia

### Primi anni
Conseguita la maturità classica presso il Liceo salesiano Valsalice, si è laureato in Giurisprudenza con la tesi Concubina pro uxore-Osservazioni in merito al c. 17 del primo Concilio di Toledo, pubblicata dalla Rivista di Storia del diritto italiano, presso l'Università degli Studi di Torino in cui dal 1964 è assistente universitario per la cattedra di storia del diritto italiano. Nel dicembre 1967, vinto il concorso in magistratura, è stato destinato al Tribunale di Torino, ove nei primi anni settanta è stato giudice istruttore penale.

### La lotta al terrorismo rosso
Dalla metà degli anni settanta sino alla metà degli anni ottanta, come giudice istruttore ha trattato reati di terrorismo riguardanti in particolare le Brigate Rosse (BR) e Prima Linea (PL): nel 1974 gli furono affidate le indagini su alcuni sequestri di persona compiuti dalle BR (tra cui quello tristemente celebre ai danni del giudice Mario Sossi) e gli fu presto assegnata la scorta. Il risultato finale di questo lavoro fu il processo al cosiddetto "nucleo storico" delle BR, che, dopo vari rinvii e sospensioni, si concluse nel 1978 con pene comprese fra i 10 e i 15 anni di reclusione. Per portare a termine l'istruttoria, Caselli stabilì un importante rapporto di lavoro con il Nucleo Speciale Antiterrorismo diretto dal generale dei carabinieri Carlo Alberto Dalla Chiesa e con l'Ispettorato antiterrorismo del questore Emilio Santillo.
Insieme al PM Bruno Caccia, Caselli coordinò l'indagine che portò l'8 settembre 1974 alla cattura a Pinerolo di Renato Curcio e Alberto Franceschini, esponenti di spicco e fondatori delle BR, arrestati dagli uomini di Dalla Chiesa grazie anche alla determinante collaborazione di Silvano Girotto, detto "frate mitra".
Nel 1977, la Cassazione stabilì la competenza della Procura di Torino per l'inchiesta riguardante l'assassinio del giudice Francesco Coco e della sua scorta (ad opera delle BR), che fu affidata sempre a Caselli, cui il dirigente dell'ufficio istruzione, Mario Carassi, e il procuratore capo Bruno Caccia decisero di affiancare altri due magistrati, Mario Griffey e Luciano Violante, i quali costituirono il primo nucleo del cosiddetto pool antiterrorismo, di cui entrarono a far parte anche Franco Giordana, Vittorio Lanza, Maurizio Laudi e Marcello Maddalena. Il pool aveva il duplice obiettivo di prevenire l'isolamento dei magistrati e di condividere le informazioni per giungere a risultati efficaci.
Nel 1980 Caselli raccolse le prime confessioni dei collaboratori di giustizia Patrizio Peci (appartenente alle BR) e Roberto Sandalo (proveniente dalle file di PL), grazie alle quali fu avviato lo smantellamento delle due organizzazioni terroristiche.
Nel 1983 istruì anche il processo per l'incendio del cinema Statuto di Torino (64 vittime), che portò alla riforma delle norme sulla sicurezza nei locali pubblici.
Nel 1984 ha fatto parte della commissione per l'analisi del testo di delega del nuovo codice di procedura penale e nel 1991 è stato consulente della Commissione stragi. Dal 1986 al 1990 è stato componente togato del Consiglio Superiore della Magistratura per Magistratura Democratica.
Nel 1991 è stato nominato magistrato di Cassazione ed è divenuto Presidente della Prima Sezione della Corte di Assise di Torino.

### Lotta alla mafia

Gian Carlo Caselli con Antonino Caponnetto nel 1996

Dopo le stragi di Capaci e via D'Amelio del 1992, chiese ed ottenne la nomina a procuratore della Repubblica presso il tribunale di Palermo, subentrando a Pietro Giammanco, e s'insediò il 15 gennaio 1993 (lo stesso giorno della cattura di Salvatore Riina). Ispirandosi all'esperienza maturata nella lotta al terrorismo, formò un pool antimafia composto da giovani magistrati (Antonio Ingroia, Roberto Scarpinato, Domenico Gozzo, Guido Lo Forte, Gioacchino Natoli, Alfonso Sabella) che ottennero importantissimi risultati nella lotta a Cosa nostra, coordinando l'arresto di circa trecento latitanti, tra cui i famigerati boss mafiosi Giuseppe Graviano, Leoluca Bagarella, Pasquale Cuntrera, Giovanni Brusca, Gaspare Spatuzza, Pietro Aglieri e Vito Vitale. Le indagini del pool antimafia di Caselli portarono anche alla cosiddetta tangentopoli siciliana su un giro colossale di appalti truccati e tangenti, che negli anni 1993-1995 vide inquisiti, oltre a diversi boss mafiosi (compresi Totò Riina e Angelo Siino) e imprenditori di livello nazionale come Claudio de Eccher e Vincenzo Lodigiani, numerosi parlamentari, tra cui gli ex ministri Calogero Mannino, Sergio Mattarella (entrambi della DC) e Aristide Gunnella (PRI), i senatori Luigi Mazzei (PRI) e Michelangelo Russo (PDS), deputati dell'Assemblea regionale siciliana, compresi il presidente della Regione Sicilia, il DC Rino Nicolosi e gli ex assessori regionali Filippo Fiorino (PSI) e Salvatore Sciangula (DC), e religiosi, come l'arcivescovo di Monreale Salvatore Cassisa, i quali in diversi casi saranno prosciolti da ogni accusa.
In quel periodo, Caselli chiese anche il processo per mafia nei confronti del leader democristiano e più volte Presidente del Consiglio dei Ministri Giulio Andreotti, iniziato nel 1993 e conclusosi nel 2004. Il processo ebbe enorme risonanza mediatica e fu interpretato da molti come un giudizio nei confronti dell'intero sistema politico italiano. I giudici in parte dichiararono il non doversi procedere per avvenuta prescrizione e in parte assolsero l'ex capo di governo. In particolare, proclamarono la prescrizione per il reato di associazione a delinquere (in quegli anni non c'era ancora il reato di associazione mafiosa, art. 416 bis) “ravvisabile fino alla primavera del 1980”. Per le accuse successive alla primavera del 1980, la Corte d'appello pronunciò l'assoluzione "perché il fatto non sussiste". La Cassazione confermò l'appello il 15 ottobre del 2004.
Mise sotto inchiesta per concorso esterno in associazione mafiosa anche Marcello Dell'Utri, deputato di Forza Italia, e le indagini coinvolsero anche Silvio Berlusconi, per il quale Caselli chiese invece l'archiviazione. Per questi motivi, fu duramente attaccato dallo stesso Berlusconi e dal deputato e critico d'arte Vittorio Sgarbi (poi querelato e condannato per diffamazione), già polemico con Caselli in occasione dell'inchiesta su Andreotti. Il processo a Dell'Utri, iniziato nel 1997, si concluse nel 2014, quando la Cassazione dichiarò la condanna definitiva.
Portò inoltre avanti il processo a carico dell'ex funzionario di polizia e dirigente del SISDE Bruno Contrada, poi condannato nel 2007 con sentenza definitiva a 10 anni di carcere per concorso esterno in associazione mafiosa.
Oltre ad Andreotti, Dell'Utri e Contrada, portò a processo anche altri esponenti "eccellenti" delle istituzioni sospettati di complicità con Cosa Nostra, ossia l'ex ministro democristiano Calogero Mannino, il presidente della Provincia di Palermo Francesco Musotto, il magistrato della Cassazione Corrado Carnevale e il deputato Gaspare Giudice, che però furono poi assolti da ogni accusa.

### Altri incarichi
Dal 30 luglio 1999 sino a marzo del 2001 è stato Direttore generale del Dipartimento dell'amministrazione penitenziaria. A marzo 2001 è nominato rappresentante italiano a Bruxelles nell'organizzazione comunitaria Eurojust contro la criminalità organizzata. Dopo aver ricoperto il ruolo di Procuratore Generale presso la Corte d'Appello di Torino, dal settembre 2002, viene nominato Procuratore della Repubblica di Torino con voto unanime del Consiglio Superiore della Magistratura il 30 aprile 2008. Nel 2008 compare in Anni Spietati - Una Città e il Terrorismo: Torino 1969-1982, documentario di Igor Mendolia basato sulla storia delle Brigate Rosse nella città di Torino.
Nel 2009 ha coordinato le indagini sul "G8 dell'università di Torino" dello stesso anno e ha condotto la maxi-inchiesta Minotauro che ha portato, nel giugno 2011, all’arresto di 146 persone, ritenute affiliate alla 'Ndrangheta nel territorio della provincia di Torino. Ha disposto 25 arresti per reati commessi in occasione delle manifestazioni del movimento No TAV nel gennaio del 2012. Per questa ragione è stato più volte contestato dai membri del movimento No TAV.
Il 13 aprile 2013 il Movimento 5 Stelle rende noto che, conseguentemente a una indagine di preferenze eseguita mediante voto online, Caselli rientra nella lista dei candidati del movimento alla presidenza della Repubblica.
Nel novembre 2013 si dimette da Magistratura democratica per un articolo di Erri De Luca su una pubblicazione dell'associazione, indulgente sugli anni di piombo.
Il 18 dicembre 2013 lascia la magistratura a seguito del pensionamento. Lo annuncia lui stesso inviando una e-mail ai colleghi della Procura di Torino.
Nel 2014 è nominato presidente del comitato scientifico della Fondazione “Osservatorio sulla criminalità nell’agricoltura e sul sistema agroalimentare” promossa e istituita dalla Coldiretti.

## Controversie

### Critiche al suo operato
Durante il periodo in cui fu Procuratore della Repubblica a Palermo, Caselli fu oggetto di critiche da parte di esponenti della politica (Francesco Cossiga, Silvio Berlusconi, Vittorio Sgarbi, Enzo Fragalà, Filippo Mancuso) e della stampa (Indro Montanelli, Lino Jannuzzi, Giuliano Ferrara, Piero Sansonetti), che lo accusarono di giustizialismo, di protagonismo e di basare le sue indagini sulle dichiarazioni di collaboratori di giustizia che i critici ritenevono inaffidabili, in particolare a seguito dell'assoluzione di alcuni imputati "eccellenti" messi sotto inchiesta dal pool antimafia di Caselli (Mannino, Musotto, Carnevale, Giudice ed, in parte, Andreotti, prosciolti dalle  accuse (mentre i reati di Andreotti erano caduti in prescrizione secondo la sentenza della Cassazione n. 49691/2004) .

### Ritardata perquisizione del covo di Riina e lo scontro con il ROS dei Carabinieri
Caselli s'insediò a capo della Procura di Palermo lo stesso giorno (15 gennaio 1993) della cattura di Salvatore Riina (nome in codice operazione Belva), messa a segno dagli uomini della sezione Crimor del ROS al comando del capitano Sergio De Caprio (detto Ultimo), a sua volta alle dirette dipendenze del colonnello Mario Mori.
Dopo l'arresto del boss, i Carabinieri della territoriale di Palermo erano pronti a perquisire l'abitazione di Riina in via Bernini n. 54, ma Ultimo e il ROS, ritenendo di poter proseguire l'indagine in corso e individuare le attività criminali dei fiancheggiatori del boss arrestato per disarticolare completamente l'organizzazione, chiesero la sospensione della procedura per "esigenze investigative", che fu concessa dalla procura - stando a quanto afferma Caselli - «in tanto in quanto fosse garantito il controllo e l'osservazione dell'obiettivo». L'osservazione del covo garantita al procuratore Caselli, venne sospesa il giorno stesso dell'arresto di Riina. Successivamente il covo fu perquisito con un ritardo di ben 18 giorni, quando lo stesso era stato ormai ripulito dai mafiosi oltre che ritinteggiato per non lasciare impronte di alcun tipo.

### Minacce di Riina
Il 24 maggio 1994, durante una pausa del processo di primo grado a Reggio Calabria per l'uccisione del giudice Antonino Scopelliti, il boss Salvatore Riina fu raggiunto da alcuni giornalisti e, davanti alle telecamere, accusò Caselli, Luciano Violante e il sociologo Pino Arlacchi di guidare un "complotto comunista" nei suoi confronti: «Ci sono i comunisti che portano avanti queste cose: il signor Violante, il signor Caselli da Palermo. C'è tutta una combriccola. C'è tutto quello che gira attorno a queste cose. Questo governo si deve guardare dai comunisti». Molti osservatori interpretarono queste affermazioni come vere e proprie minacce di morte e come avvertimento al governo Berlusconi I.

### Il caso Lombardini
Nell'agosto del 1998, Caselli e quattro suoi sostituti procuratori (Vittorio Aliquò, Antonio Ingroia, Giovanni Di Leo e Lia Sava) furono accusati da più parti di scorrettezze durante l'interrogatorio del magistrato Luigi Lombardini, indagato per essersi intromesso abusivamente e per tornaconto personale nelle trattative per il sequestro di Silvia Melis, la ragazza rapita dall'Anonima sarda nel febbraio del 1997 e liberata nove mesi dopo. Al termine dell'interrogatorio con Caselli, mentre conduceva i magistrati nel suo studio per avviare una perquisizione, Lombardini si suicidò sparandosi in bocca con il suo revolver. Il procuratore generale di Cagliari Francesco Pintus rilasciò un'intervista a Il Giornale in cui dichiarò: «Sono avvilito, disgustato. Sono indignato, senza fiato. Ora bisogna che la verità venga fuori. Bisogna che si sappia che Lombardini è stato oggetto di un'aggressione senza precedenti. Il dottor Lombardini era un buon magistrato e in cambio è stato massacrato. Bisogna che si sappia che da anni la procura di Palermo ha aperto la caccia nei nostri uffici giudiziari, che questi sono i metodi, sono venuti in cinque. Lo hanno sentito per sei ore, capite? Sei ore. Bisogna finirla, finirla [...] ».
Nonostante i ringraziamenti dell'avvocato di Lombardini per la correttezza tenuta nella conduzione dell'interrogatorio nonché il positivo pronunciamento del CSM e dell'allora ministro della Giustizia Giovanni Maria Flick in merito, Caselli fu oggetto di aspre critiche (Vittorio Sgarbi richiese addirittura il suo arresto) anche da parte dei familiari del giudice Lombardini, che ne contestarono i metodi utilizzati durante l'interrogatorio. Tra le varie controversie, il noto imprenditore sardo Nicola Grauso (coinvolto nelle indagini sul sequestro Melis) diffuse un presunto memoriale di Lombardini (smentito da più parti) in cui denunciava una specie di complotto ordito da Caselli con l'appoggio di Luciano Violante per impadronirsi della Procura di Palermo e "condurre un processo storico contro la Democrazia cristiana" (chiaro riferimento al processo Andreotti).

### La guerra tra Procure e il caso De Donno - Lo Forte
Nel novembre 1997 la procura della Repubblica di Caltanissetta, retta da Giovanni Tinebra, protocollò un fascicolo, di cui fu titolare l'aggiunto Francesco Paolo Giordano, in cui venivano iscritti nel registro degli indagati i magistrati Guido Lo Forte, vice di Caselli a Palermo, i sostituti procuratori Giuseppe Pignatone e Ignazio De Francisci, nonché l'ex-procuratore capo Pietro Giammanco. L'accusa per i tre era abuso e corruzione in atti giudiziari. La denuncia era partita dal capitano del ROS Giuseppe De Donno, il quale sosteneva di aver saputo dal collaboratore di giustizia Angelo Siino (per un periodo suo confidente) che nel 1991 i tre magistrati avevano fatto circolare all'esterno il dossier «Mafia e Appalti», allora ancora coperto dal segreto istruttorio, rallentandone l'iter all'interno della Procura.
Siino smentì subito la circostanza, affermando che fu De Donno a fare pressioni perché accusasse Lo Forte e dichiarò che in realtà la copia del dossier gli sarebbe stata fornita dal maresciallo dei carabinieri Antonino Lombardo, suicidatosi nel marzo del 1995.
Lo Forte non solo era il principale fidato collaboratore di Caselli, considerato la mente della Procura per il suo acume e la sua esperienza in fatti di mafia, ma aveva anche sostenuto l'accusa nel processo contro Siino. Data l'autorevolezza del magistrato, in caso di veridicità delle accuse ne sarebbe uscita a pezzi la Procura retta da Caselli; in caso invece le accuse si fossero dimostrate false e fosse provato che a riferirle fosse stato Siino, ne sarebbe uscita compromessa la sua credibilità come collaboratore di giustizia.
L'episodio è considerato come uno dei capitoli del duro scontro tra i ROS dei Carabinieri e la Procura di Palermo, iniziata con la mancata perquisizione del covo di Totò Riina.
Nel 2000 l'inchiesta fu definitivamente archiviata per incertezza probatoria: non era stato possibile provare la circostanza della dichiarazione di Siino a De Donno.

### Emendamento Luigi Bobbio
Il senatore di Alleanza Nazionale Luigi Bobbio presentò nel 2005 un emendamento alla legge delega di riforma dell'ordinamento giudiziario (la cosiddetta "riforma Castelli"). Per effetto di tale emendamento, Caselli non poté più essere nominato Procuratore nazionale antimafia per superamento del limite di età. La Corte costituzionale, successivamente alla nomina di Pietro Grasso quale nuovo Procuratore nazionale antimafia, dichiarò costituzionalmente illegittimo il provvedimento che aveva escluso il giudice Gian Carlo Caselli dal concorso.

### I dossier del SISMI
Nel 2006 il nome di Caselli risultò nella lista di personaggi presunti «avversari del governo Berlusconi» da colpire «con azioni traumatiche per inibirne l'azione antigovernativa» sequestrata a Pio Pompa, stretto collaboratore dell'allora capo del SISMI Nicolò Pollari, che a partire dal 2001 avviò un'intensa attività di dossieraggio nei confronti di magistrati, politici e giornalisti. Intervistato da Il Fatto Quotidiano nel 2015 sulla sua mancata costituzione di parte civile nel processo contro Pollari e Pompa, Caselli rispose: « (...) credo che la questione dovesse essere spogliata di qualunque profilo personale soggettivo. Secondo me, infatti, era ed è una grave questione di carattere pubblico-istituzionale, quindi ho ritenuto opportuno lasciare soltanto alle sedi istituzionalmente competenti il compito di affrontare questo problema che riguarda soprattutto il funzionamento di strutture pubbliche».

## Opere
- Codice penale. Parte speciale, a cura di e con altri, 2 voll., Torino, UTET, 1984.
- La storia delle brigate rosse: strutture organizzative e strategie d'azione, con Donatella della Porta, in Terrorismi in Italia, Bologna, Il mulino, 1984. ISBN 88-15-00583-8.
- La dissociazione dal terrorismo. L. 18 febbraio 1987, n. 34 e relazioni ministeriali periodiche, con Maurizio Laudi, Pietro Miletto, Alberto Perduca, Milano, Giuffré, 1989. ISBN 88-14-02057-4.
- Droga. In nome della legge, con Mario Garavelli, Torino, Edizioni Gruppo Abele, 1990. ISBN 88-7670-136-2.
- L'attività antidroga della polizia giudiziaria, con Mario Garavelli, Torino, UTET libreria, 1991. ISBN 88-7750-034-4.
- Normativa premiale e strumenti di protezione per i collaboratori della giustizia: inerzia legislativa e soluzioni d'emergenza, con Antonio Ingroia, in Processo penale e criminalità organizzata, Roma-Bari, Laterza, 1993. ISBN 88-420-4340-0.
- Le regole della libertà, in Dalla parte di Libera, Torino, Edizioni Gruppo Abele, 1995. ISBN 88-7670-240-7.
- La vera storia d'Italia. Interrogatori, testimonianze, riscontri, analisi. Giancarlo Caselli e i suoi sostituti ricostruiscono gli ultimi vent'anni di storia italiana, Napoli, Pironti, 1995. ISBN 88-7937-146-0.
- Gli effetti della l. 8 agosto 1995 n. 332 sui procedimenti relativi a reati di criminalità organizzata, con Antonio Ingroia, in Misure cautelari e diritto di difesa nella L. 8 agosto 1995, n. 332, Milano, Giuffré, 1996. ISBN 88-14-05772-9.
- L'eredità scomoda. Da Falcone ad Andreotti. Sette anni a Palermo, con Antonio Ingroia, Milano, Feltrinelli, 2001. ISBN 88-07-17051-5.
- A un cittadino che non crede nella giustizia, con Livio Pepino, Roma-Bari, Laterza, 2005. ISBN 88-420-7636-8.
- Un magistrato fuori legge, Milano, Melampo, 2005. ISBN 88-89533-34-X.
- Il ruolo del Pubblico Ministero. Esperienze in Europa, con Raoul Muhm, Manziana, Vecchiarelli, 2005. ISBN 88-8247-156-X.
- Le due guerre. Perché l'Italia ha sconfitto il terrorismo e non la mafia, Milano, Melampo, 2009. ISBN 978-88-89533-39-0.
- Di sana e robusta Costituzione. Intervista di Carlo Alberto dalla Chiesa, con Oscar Luigi Scalfaro, Torino, Add editore, 2010. ISBN 978-88-96873-00-7.
- Assalto alla giustizia, con la collaborazione di Stefano Caselli, Milano, Melampo, 2011. ISBN 978-88-89533-65-9.
- Vent'anni contro. Dall'Eredità di Falcone e Borsellino alla Trattativa, con Antonio Ingroia, Roma-Bari, Laterza, 2013. ISBN 978-88-581-0732-4.
- Nient'altro che la verità, con Mario Lancisi, Segrate, Piemme, 2015. ISBN  978-88-566-4607-8.
- Lo Stato illegale. Mafia e politica da Portella della Ginestra a oggi, con Guido Lo Forte, Roma-Bari, Laterza, 2021. Formato Kindle.

### Prefazioni
- Emmanuela Banfo ed Asio Ristori (a cura di), Antonio Banfo. Vita e morte di una voce torinese, Torino, Ananke, 1998. ISBN 88-86626-33-9.
- Mafia ieri, mafia oggi: ovvero cambia ma si ripete..., con Antonio Ingroia, in Gaetano Mosca,Che cosa è la mafia, Roma-Bari, Laterza, 2002. ISBN 88-420-5955-2.
- L'eredità di Falcone, in Francesco La Licata, Storia di Giovanni Falcone, Milano, Feltrinelli, 2002. ISBN 88-07-81703-9.
- Sandro Calvani e Martina Melis, Saccheggio globale, Milano, Sperling & Kupfer, 2003. ISBN 88-200-3442-5.
- Enrico Bellavia e Salvo Palazzolo, Voglia di mafia. Le metamorfosi di Cosa nostra da Capaci a oggi, Roma, Carocci, 2004. ISBN 88-430-2876-6.
- Gruppo Abele, Dalla mafia allo stato. I pentiti: analisi e storie, Torino, Edizioni Gruppo Abele, 2005. ISBN 88-7670-528-7.
- Carlo Barbieri, Le mani in pasta. La mafia esiste, ma anche l'Italia, Bologna, Libri Coop, 2005. ISBN 88-901773-0-6.
- Piero Innocenti, La mondializzazione delle mafie, Piacenza, Berti, 2005. ISBN 88-7364-088-5.
- Umberto Ursetta, Nelle foibe della mafia. Accursio Miraglia e Placido Rizzotto, sindacalisti, Roma, Nuova iniziativa editoriale, 2005.
- Alessio Ghisolfi e Isacco Levi, I Levi di via Spielberg. Isacco Levi tra fascismo e nazismo, Moretta, Clavilux, 2005.

### Postfazioni
- Luca Tescaroli, Perché fu ucciso Giovanni Falcone, Soveria Mannelli, Rubbettino, 2001. ISBN 88-498-0159-9.

### Introduzioni
- Solidarietà, Torino, Edizioni Gruppo Abele, 1997. ISBN 88-7670-297-0.

## Nella cultura di massa

### Cinema e televisione
- Il divo (2008), regia di Paolo Sorrentino. Caselli è interpretato da Angelo Zito.
- Il cacciatore (serie TV, 2018-2021), regia di Stefano Lodovichi, Davide Marengo e Fabio Paladini. Il personaggio di Andrea Elia, interpretato da Roberto Citran, è ispirato alla figura di Caselli.
- Il nostro generale (serie TV, 2023), regia di Lucio Pellegrini e Andrea Jublin. Caselli è interpretato da Alessandro Averone.